# Sofie Wiklund
Anna Elisabeth Sofie Wiklund, född 12 december 1982, bosatt i Avesta, är en svensk journalist och politiker. 
Hon har varit ledarskribent i socialdemokratiska Dala-Demokraten, krönikör i LO-Tidningen och frilansfotograf. 2011–2014 var hon rektor för Brunnsviks folkhögskola. 2015–2017 var hon politisk sekreterare för den rödgröna majoriteten i Borlänge kommun. 
Inför riksdagsvalet 2022 meddelade hon att hon blivit medlem i Moderaterna.